# Пролетаріат

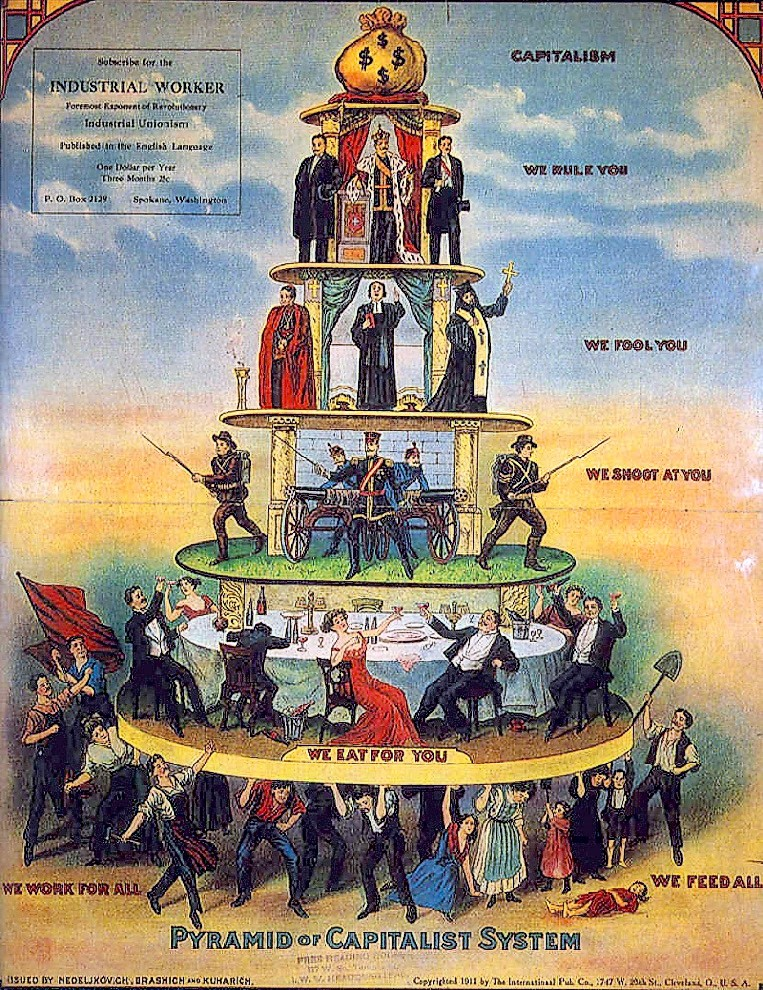
Піраміда капіталістичної системи, 1911

Пролетаріа́т (від лат. proles — «потомство» та лат. proletarius — нижчий клас у Стародавньому Римі) — нижчий, бідніший соціальний клас суспільства, який не має власності на засоби виробництва і для якого основним джерелом засобів для життя є продаж власної робочої сили.

## Етимологія
Етимологічно походить від лат. prōlētãrius «незаможний, але юридично вільний римський громадянин, який служить державі тільки тим, що має дітей»
У часи античного Риму «пролетаріатом» звався соціальний прошарок людей безземельних (без власності), але не рабів. Тобто, пролетарі це ті, хто нічим не володіє окрім свого потомства (лат. proles).
Як соціальний прошарок пролетаріат помітно чисельно зріс в історичний період Нового часу кінця 18 ст. — початку 19 століття — епохи індустріальної революції і експоненційного зростання класу промислових робітників, поповнення його за рахунок декласованої бідноти із інших соціальних прошарків міського населення та збіднілого селянства. Як поняття «пролетаріат» набуло широкого вжитку в політичній літературі і соціальній публіцистиці Західної Європи у великій мірі завдяки соціальним революціям у Франції та загостренню соціальних конфліктів в інших країнах Європи. На початку 20 століття ці ж соціальні процеси і відповідна лексика поширюється на Східну Європу.

## Пролетаріат у марксизмі
Поняття пролетаріат посідає одне з центральних місць у соціології марксизму. Як соціальний клас пролетаріат у марксистському розумінні є класом, який не володіє правом власності на засоби виробництва і таким чином ототожнювався з міським робітничим класом на противагу селянству тощо, але інші науковці вживають цей термін для того, щоб одним словом охопити всіх «незаможних».